# Summerburst
Summerburst ist ein Open-Air-Festival der Elektronischen Tanzmusik in Schweden.
Das Festival wurde 2011 erstmals im Olympiastadion Stockholm mit 13.000 Besuchern abgehalten. Headliner waren David Guetta, Avicii und Eric Prydz. Ab 2012 wurde das Festival zweitägig und an zwei Standorten, Stockholm und Göteborg (Ullevi) ausgeführt. Die Besucherzahlen stiegen wieder und 2014 konnte man insgesamt über 100.000 Besucher bei den beiden Festivals zählen. 2015 erwarb das US-Medienunternehmen Live Nation Entertainment eine Mehrheitsbeteiligung am schwedischen Veranstalter SPG Live.

## Künstler (Auswahl)
Mattn, Salvatore Ganacci, Avicii, Deadmau5, Calvin Harris, Tommy Trash, Dimitri Vegas & Like Mike, Sebastian Ingrosso, Icona Pop, Tiësto, Axwell, Hardwell, Steve Aoki, Alesso, W&W, Showtek, Martin Garrix, Afrojack